# Curepipe Starlight SC
El Curepipe Starlight Sports Club és un club de futbol de la ciutat de Curepipe, Maurici. El seu uniforme és blau.

## Palmarès
- Lliga mauriciana de futbol:[5]

2006-07, 2007-08, 2008-09, 2012-13
- Copa mauriciana de futbol:[6]

2006, 2008, 2013
- Copa de la República mauriciana de futbol:[6]

2007, 2008